# 鳞叶小檗
鳞叶小檗（学名：[Berberis lepidifolia] 错误：{{Lang}}：文本有斜体标记（帮助））是小檗科小檗属的植物，是中国的特有植物。分布在中国大陆的云南、四川等地，生长于海拔3,000米至3,700米的地区，一般生长在岸坡灌丛中或松林路边，目前尚未由人工引种栽培。